# Argomulyo (Sedayu)
Argomulyo is een bestuurslaag in het regentschap Bantul van de provincie Jogjakarta, Indonesië. Argomulyo telt 13.614 inwoners (volkstelling 2010).